# Pridi k tolmunu
Pridi k tolmunu je družbeni roman nekdanje slovenske učiteljice in pisateljice Anica Zidar, ki je izšel leta 1989. Izdan je bil pri založbi Kmečki glas v nakladi 5000 izvodov. Pisateljica je v romanu hotela nanizati, kakšno bi moralo biti otroštvo, da otrok ne bi bil kot izgubljen v vetru

## Vsebina
Glavna junakinja je hči Simona, mame Zdenke in očeta Toneta. Simona je imela nesrečno otroštvo, ker se z njo noben od staršev ni hotel pogovarjati. Pogovarjala se je z babico, ki ji je ves čas pripovedovala pravljice in ji odgovarjala na njena otroška nadebudna vprašanja, kar pa mami Zdenki ni bilo všeč. Oče Tone je ves čas trdo delal na kmetiji, Zdenka pa ga je odvračala od dela. Ker Zdenki Tonetovo trdo delo ni bilo všeč, ga zapusti, odide s kmetije in s sabo vzame hčer Simono. Zdenka je odšla k drugemu ljubimcu Filipu. Simona je ves čas pogrešala babico, dedka in očeta Toneta, mame Zdenke pa ni marala, ampak jo je hotela poslati k tolmunu. 
Skozi celoten roman lahko vidimo, kako družina otroku daje premalo občutka varnosti, trdnosti, topline… Opazimo lahko, kako se družina vedno bolj drobi, in da je preveč ravnodušnosti ter premalo ljubezni. Otroštvo bi moralo biti kot čudovita pisana mavrica, da bi lahko otrok iz nje odnesel svetle kamenčke v svojo prihodnost. 
Ob branju knjige so mi po glavi bežale različne misli. Od tega, kako se lahko oseba tako hitro spremeni, do tega, kako je lahko mama taka oseba, ki svojega lastnega otroka tako zaničuje.

## Zbirka
Roman Pridi k tolmunu je izšel leta 1989 v Kmečki knjižni zbirki.